# 什勒斯維希-霍爾斯坦-森訥堡
什勒斯維希-霍爾斯坦-森訥堡（Schleswig-Holstein-Sonderburg），丹麥歐登堡王朝的分支，建立者是丹麥國王克里斯蒂安三世的幼子「年輕者」漢斯。

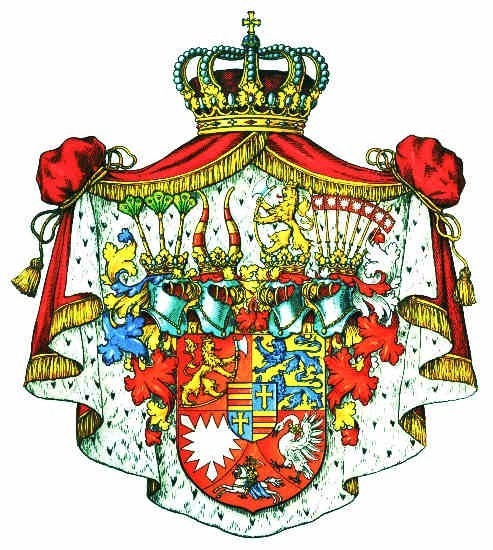
徽章

年輕者漢斯之子亞歷山大於1627年去世，其兒子們瓜分了領地：漢斯·克里斯蒂安獲得什勒斯維希-霍爾斯坦-森訥堡-法蘭茲哈根，恩斯特·金特獲得什勒斯維希-霍爾斯坦-森訥堡-奧古斯滕堡，奧古斯特·菲利普獲得什勒斯維希-霍爾斯坦-森訥堡-貝克，菲利普·路德維希獲得什勒斯維希-霍爾斯坦-森訥堡-威森堡。1825年，什勒斯維希-霍爾斯坦-森訥堡-貝克公爵腓特烈·威廉頭銜改為什勒斯維希-霍爾斯坦-森訥堡-格呂克斯堡公爵，建立格呂克斯堡王朝，其子於1863年成為丹麥國王克里斯蒂安九世。